# Nationalpark Abruzzen, Latium und Molise

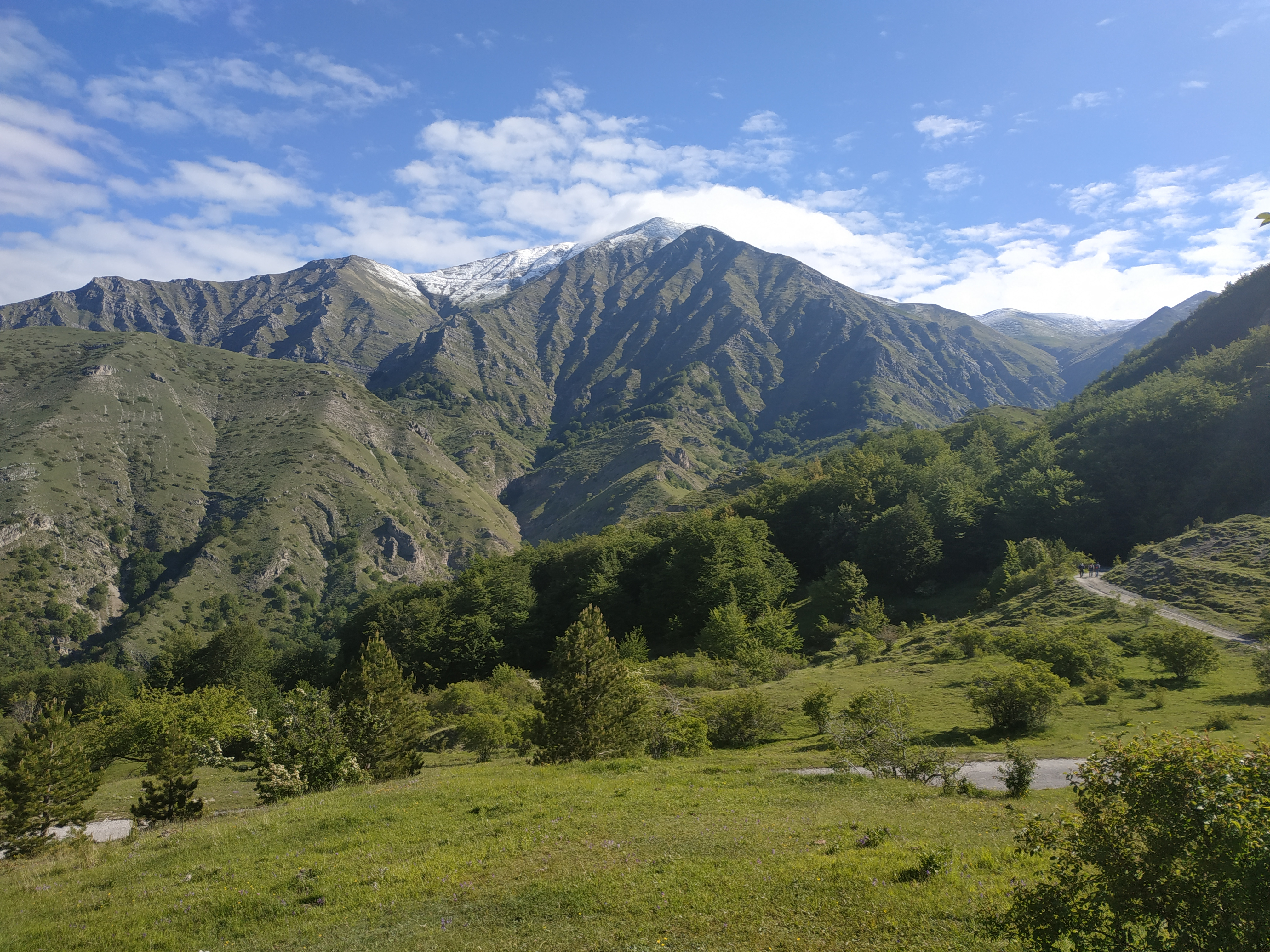

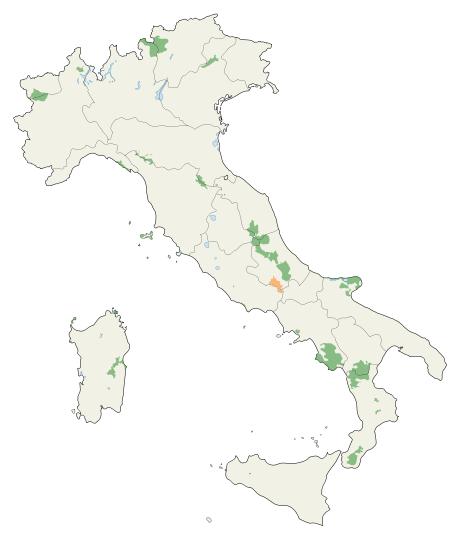
Lage des Nationalparks (orange) in Italien

Der Nationalpark Abruzzen, Latium und Molise (italienisch Parco nazionale d’Abruzzo, Lazio e Molise) ist ein Nationalpark in Italien. Er hat eine Fläche von 50.683 ha.
Zu etwa drei Vierteln liegt er in der Provinz L’Aquila in den Abruzzen, das verbleibende Viertel verteilt sich  auf die Provinzen Frosinone in Latium und Isernia in Molise. Die Nationalparkverwaltung befindet sich in Pescasseroli in der Provinz L’Aquila. Der Abruzzen-Nationalpark ist der älteste Nationalpark in den Apenninen und hat für den Schutz von bedrohten Tierarten wie Wolf oder Braunbär eine wichtige Rolle gespielt. Der größte Teil des Parks ist bewaldet.

## Geschichte
Im Gebiet des heutigen Nationalparks lag seit 1872 ein königliches Jagdgebiet. Damit war der Schutz des Wildes vor allen anderen Jägern verbunden.
Der Nationalpark wurde 1923 gegründet. Auf seinem Gebiet liegen 25 Gemeinden in 3 Provinzen, was zu erheblichen Konflikten führte. Nachdem der Bauzustand erstmals 1955 aufgenommen worden war, stellte sich 1962 heraus, dass in den vergangenen sieben Jahren die Ortschaften entgegen den Bauverboten im Nationalpark erheblich gewachsen waren. Nicht nur private Wohnhäuser, sondern Hotelbauten und andere touristische Infrastruktur zersiedelte die Talgebiete rund um die Siedlungskerne. 1967 legte die Umwelt- und Kulturvereinigung Italia Nostra einen Plan vor, wie der Park durch Reorganisation eine wirtschaftliche Basis für kleine, angepasste Betriebe bilden könnte, ohne Natur und Landschaft zu zerstören. Antonio Cederna und  Giorgio Bassani, der Präsident von Italia nostra, gelten als einflussreich.
Aufgrund der Debatte wurde 1969 ein neuer Direktor des Parks eingesetzt, Franco Tassi. Tassi war Jurist und mit der Naturschutzbewegung verbunden. Er entwickelte ein neues Parkkonzept, das in den folgenden zwei Jahrzehnten umgesetzt wurde. Der Park wurde dezentralisiert; während vorher alle Besuchereinrichtungen in Pescasseroli standen, gibt es seit 1970 sechs Besucherzentren in allen größeren Dörfern des Parks. Sie haben unterschiedliche Schwerpunkte und gehen jeweils auf regionale Besonderheiten ein. Außerdem wurden die touristischen Angebote für die verschiedenen Jahreszeiten erweitert. Bis dahin richteten sich die Einrichtungen nur an den Reisegewohnheiten der gehobenen italienischen Schichten aus und erstreckten sich daher fast nur auf die Monate Juli und August. Jetzt wurden Unterkünfte verschiedener Art, vom Campingplatz über Familienpensionen bis zum gehobenen Hotel gefördert und auch lokale Gewerbe und Kunsthandwerker in das Konzept des Parks einbezogen. Ein geplantes Skigebiet wurde verhindert, einige illegal errichtete Gebäude abgerissen, wo sie nicht mit dem Orts- und Landschaftsbild zu vereinbaren waren.
Bereits ab 1973 und verstärkt ab Ende des Jahrzehnts hatte das neue Konzept Erfolg. Die Besucherzahlen stiegen deutlich, die kleineren Ortschaften im Park lebten auf. Die Civitella Alfedena profitierte besonders. Die Region war ein Vorreiter für angepassten, naturnahen Tourismus und wurde zum Vorbild für andere Gebiete. 1980 wurde ein Zonenkonzept für den Park erstellt, das in vier Zonen vom Totalreservat bis zur Entwicklungszone reicht, in der behutsame Siedlungsentwicklung möglich ist. 2002 wurde Tassi als Direktor abgesetzt, nachdem der Park in Folge von Kürzungen ein erhebliches Defizit entwickelt hatte.

## Geographie

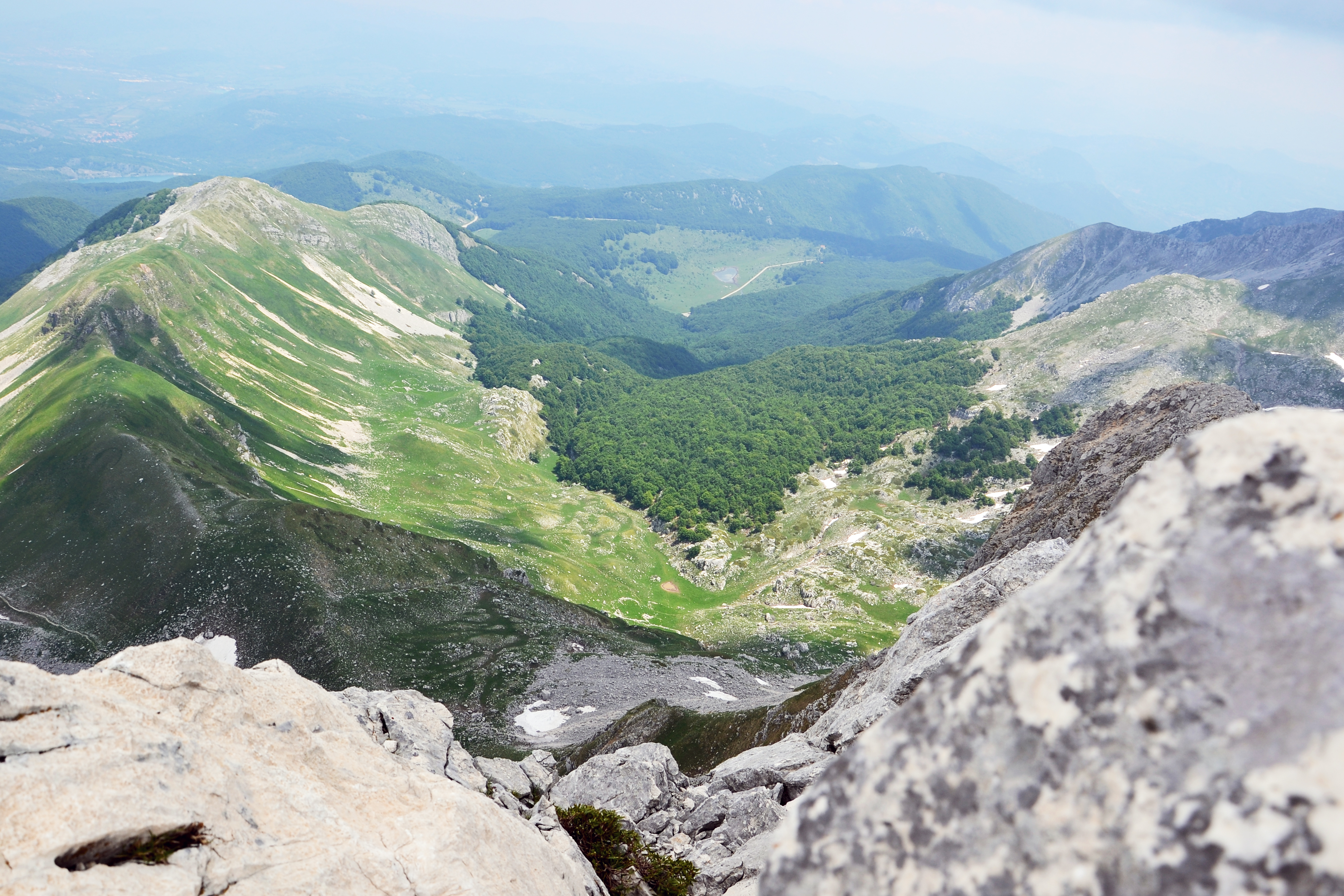
Monte Meta

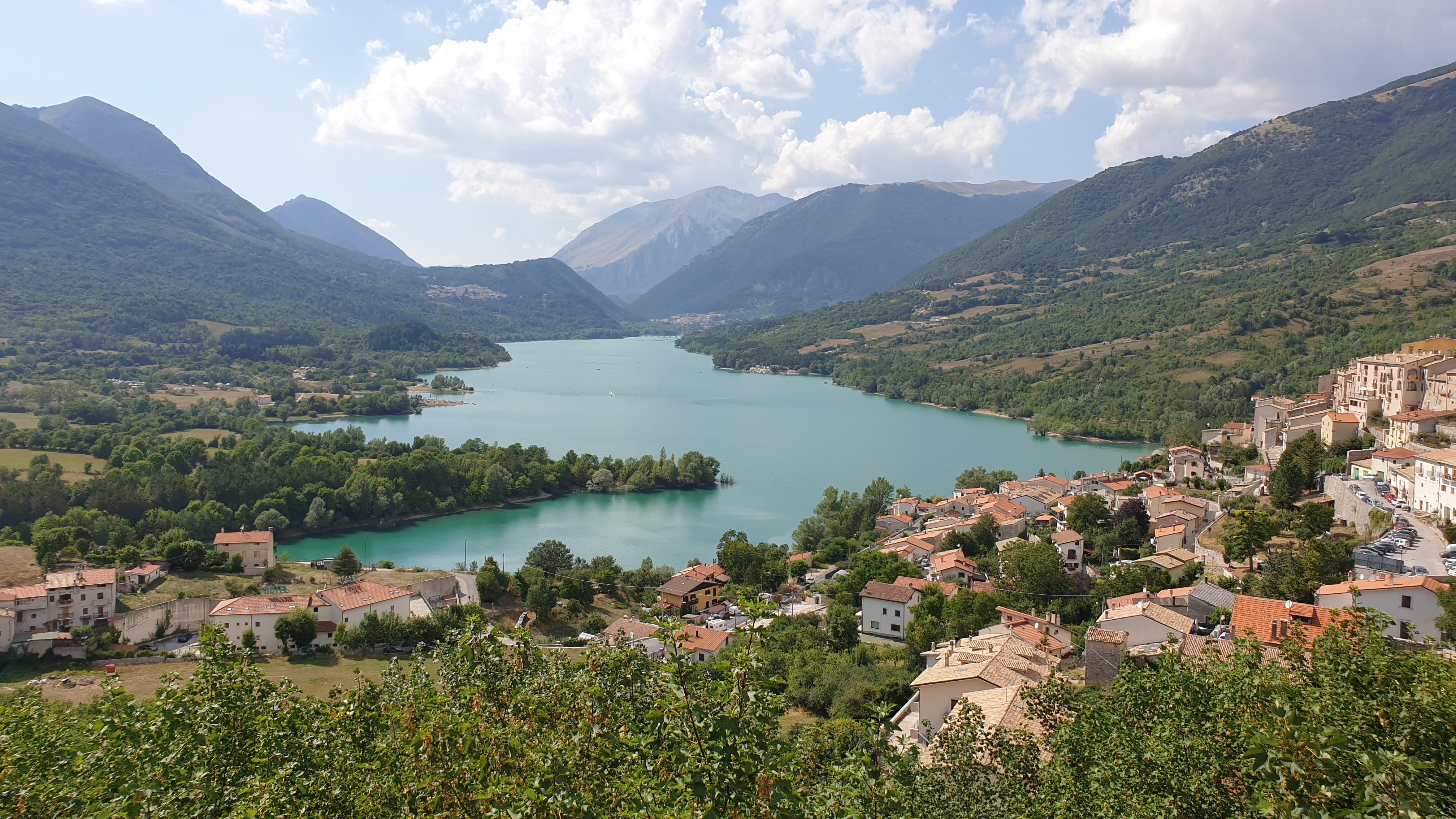
Lago di Barrea

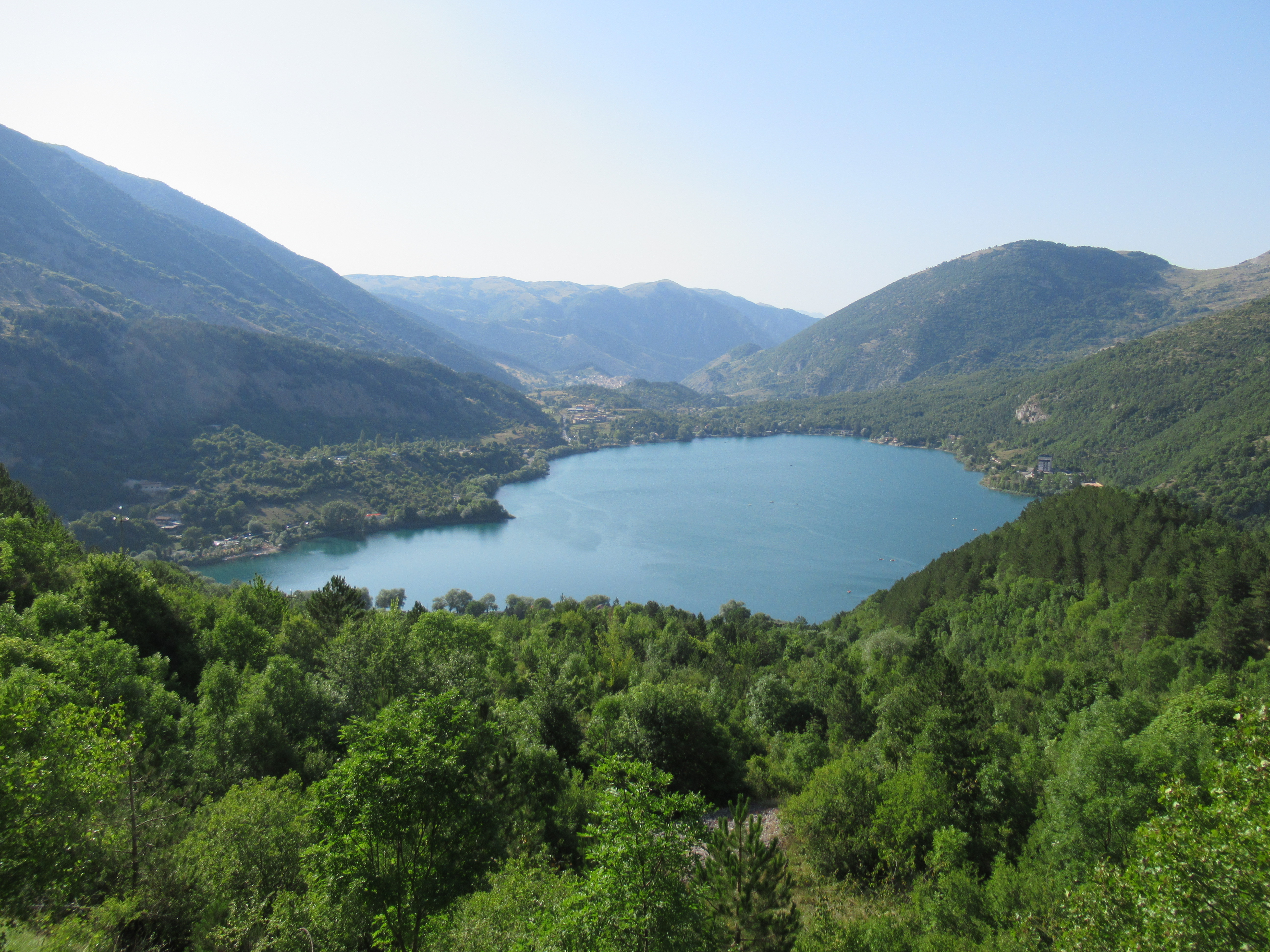
Lago di Scanno

Die höchsten Berge im Park sind der Monte Petroso mit 2247 und der Monte Marsicano mit 2242 Metern Höhe. Der „wahre Herrscher“ des Parks ist jedoch der Monte la Meta.
Die größten Flüsse des Parks sind der Sangro und der Diavolo. An der Parkgrenze fließen außerdem der Melfa, Giovenco und der Volturno. Außerdem gibt es im Park eine Reihe interessanter natürlicher Seen: Lago Vivo, Lago Pantianiello und der Lago di Scanno. Im Inneren des Parks befindet sich das Feuchtgebiet des Lago di Barrea, ursprünglich künstlich angelegt.

## Fauna

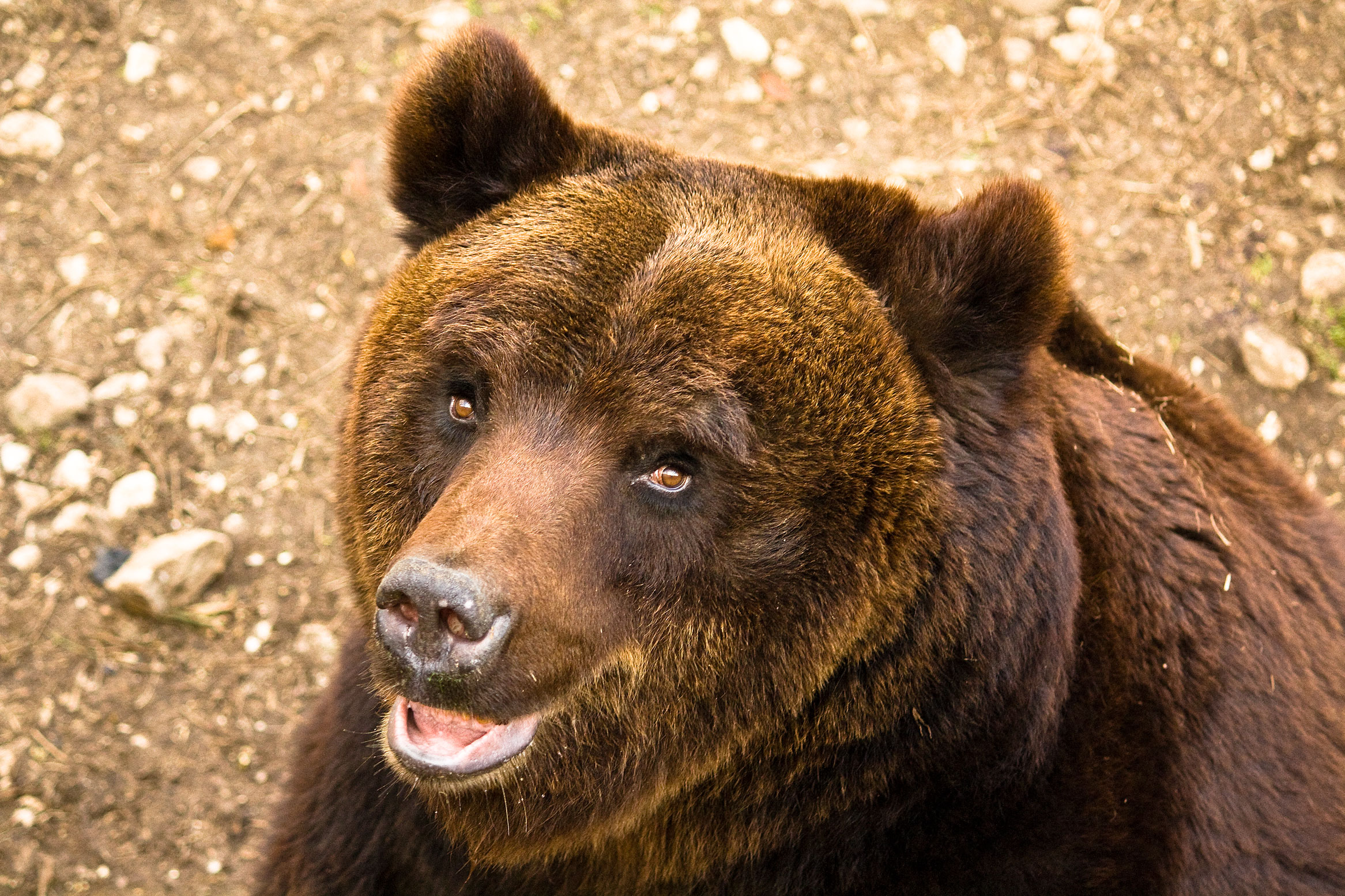
Marsischer Braunbär (Ursus arctos marsicanus)

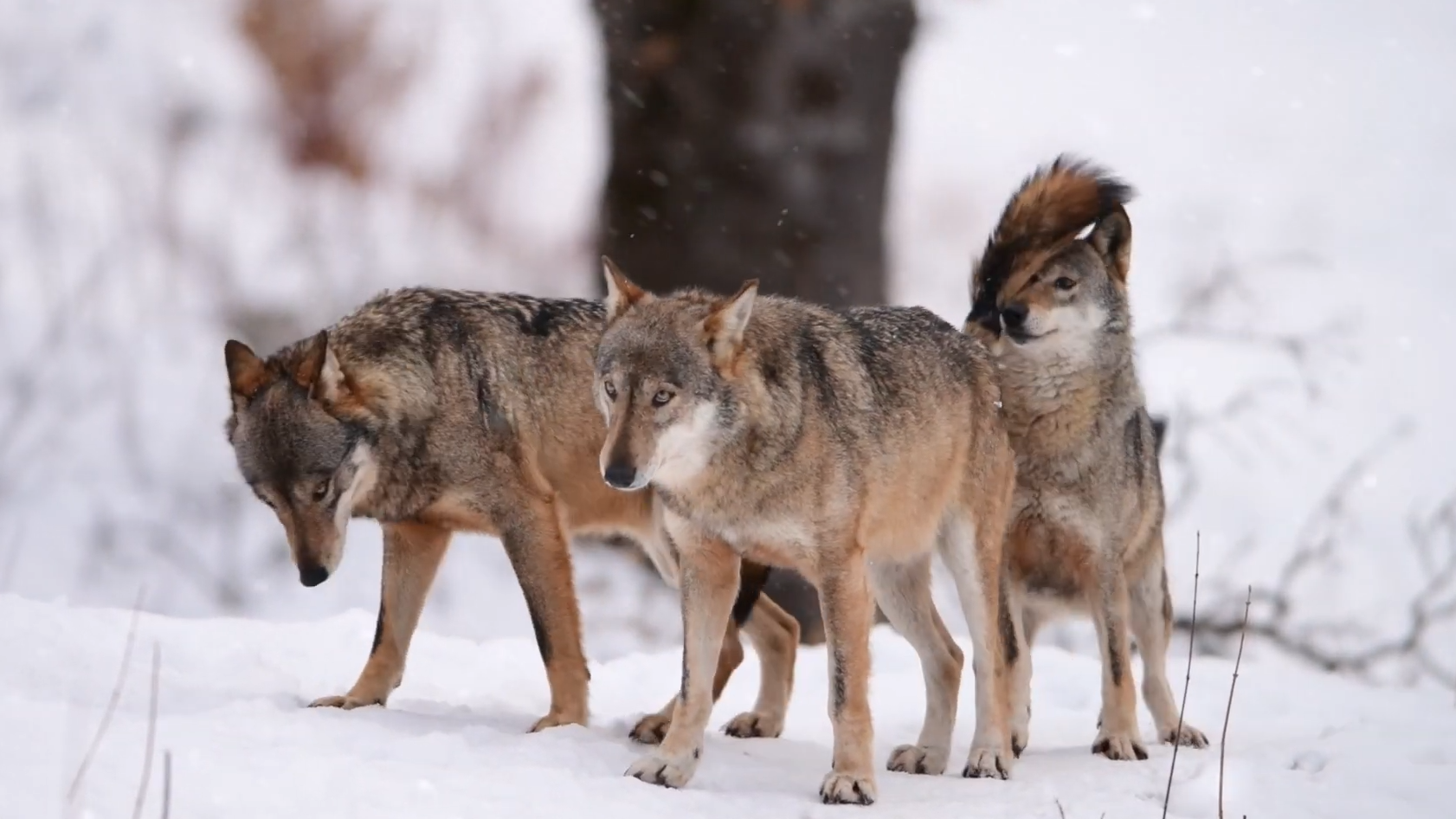
Italienischer Wolf (Canis lupus italicus)

Die herausragende Attraktion des Parks ist der europäische Braunbär (Ursus arctos marsicanus). Bis vor einigen Jahren waren die Braunbären hier vom Aussterben bedroht. Derzeit leben im Park laut offiziellen Angaben etwa hundert Bären. Italienische Biologen schätzen jedoch, dass die Population aus nicht mehr als dreißig Individuen besteht.
Außer Bären gibt es im Park noch eine Reihe anderer großer Wildtiere, beispielsweise etwa 40 Wölfe. Weitere Tierarten sind die Europäische Wildkatze, der Fischotter, der Marder, der Steinmarder, das Wildschwein, das Stachelschwein und der Dachs, sehr selten sind Luchse. Oft zu sehen sind Füchse, Hasen, Maulwurf, Igel, Wiesel. Recht häufig sind auch Siebenschläfer und Eichhörnchen.
In den Waldgebieten finden sich dank einer Wiederansiedlung Rothirsche und Rehe. In den höher gelegenen Gebieten oberhalb der Wälder finden sich kleine Populationen der Abruzzengämse. Im Nationalpark vorkommende Vogelarten sind unter anderem Steinadler, Habicht, Mäusebussard, Uhu und Waldkauz.

## Flora
Im Frühjahr und Sommer blühen auf den Wiesen Veilchen, Krokusse, Soldanelle, Enziane, Lilien, Anemonen, Primeln, Ranunkeln und viele andere Pflanzenarten.

## Zugang
Den leichtesten Zugang zum Park bietet der Ort Pescasseroli in der Provinz L’Aquila.

## Gemeinden

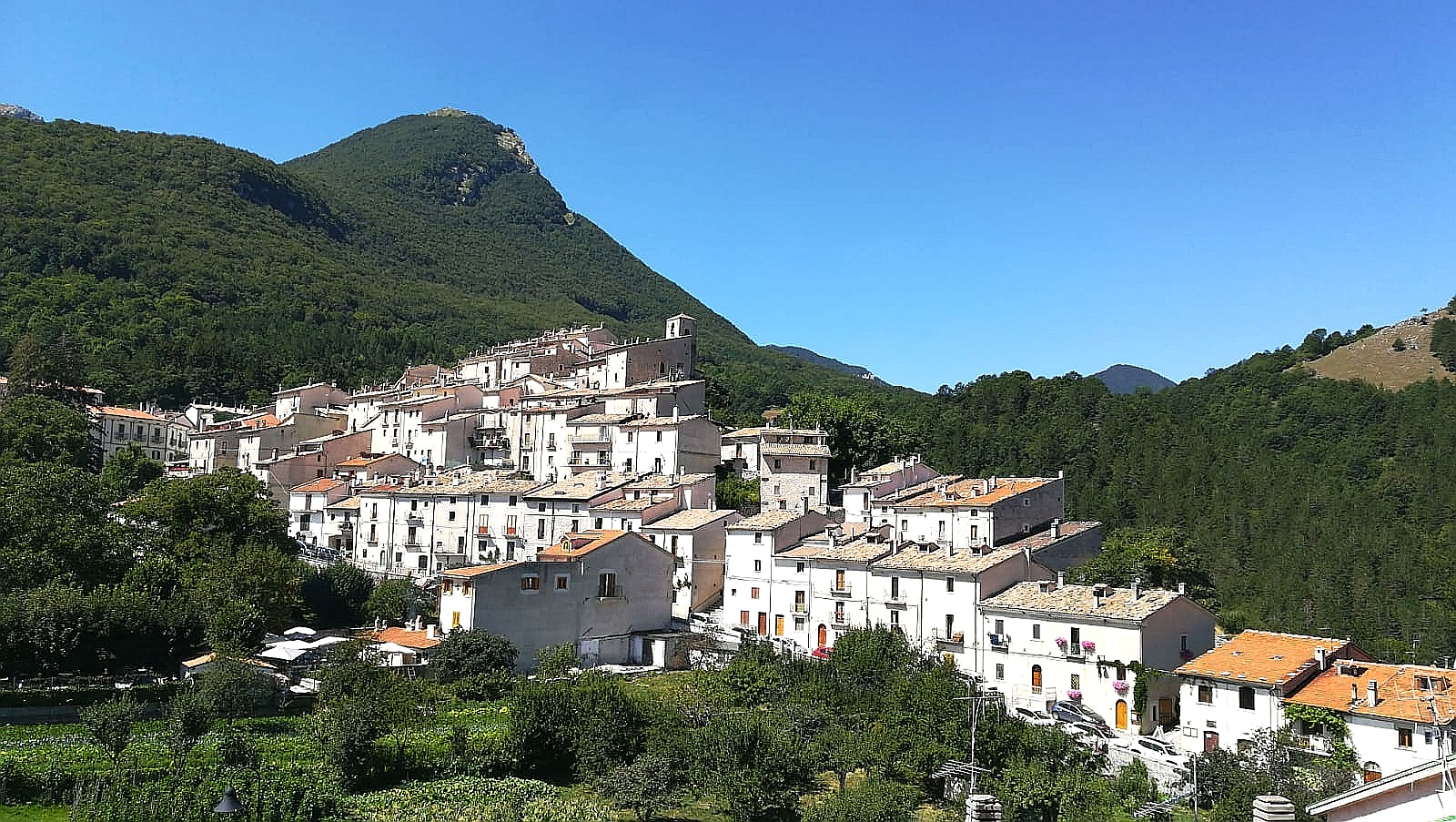
Civitella Alfedena

Der Park liegt auf dem Gebiet von 25 Gemeinden in drei Provinzen:
- Provinz L’Aquila
Alfedena, Barrea, Bisegna, Civitella Alfedena, Gioia dei Marsi, Lecce nei Marsi, Opi, Ortona dei Marsi, Pescasseroli, Scanno, Villavallelonga, Villetta Barrea

- Provinz Frosinone
Alvito, Campoli Appennino, Pescosolido, Picinisco, San Biagio Saracinisco, San Donato Val di Comino, Settefrati, Vallerotonda

- Provinz Isernia
Castel San Vincenzo, Filignano, Pizzone, Rocchetta a Volturno, Scapoli

## Aktivitäten
- Pferdetouren
- Trekking
- Fahrradtouren
- Kanu
- Vogelbeobachtung
- Langlauf und Ski-alpin